# アルフォンソ5世 (レオン王)
アルフォンソ5世 （Alfonso V de León、994年頃 - 1028年8月7日）は、レオン王（在位：999年 - 1028年）。

## 生涯
ベルムード2世の子で、父の死により母エルビラの摂政のもと5歳で即位した。彼はアル・マンスールの襲撃で破壊されたレオンの再建を行った。1017年に授けたレオンに対する憲章の準備のため、貴族たちをクリア・レヒア（Curia Regia）に召集した。
1017年頃成年に達したアルフォンソは、政治的に不安定な王国を継承した。摂政である母エルビラ、王国の重要な貴族3人がこの時表舞台から降りている。アルフォンソ5世は行政を有効に活用したいと思い、新しい法的枠組みを必要とした。
1017年に召集されたクリア・レヒアにおいて、封建体制下でのレオンにおける司法条項としてレオン憲章が公布された。それはこれまでの不安定な状態に終止符を打ち、王権を復活させるものだった。
1028年、ヴィゼウ包囲中にアルフォンソは死去した。彼の遺体はレオンへ運ばれ、サン・イシドロ教会の王室霊廟へ埋葬された。

## 子女
1013年頃、ポルトゥカーレ伯メネンド・ゴンサレスの娘エルビラ・メネンデスと結婚。2子をもうけた。
- サンチャ（1016年 - 1067年） - 後のカスティーリャ・レオン王フェルナンド1世の妃
- ベルムード3世（1017年 - 1037年） - レオン王（1028年 - 1037年）

1022年に王妃エルビラが死ぬと、1023年にパンプローナ王（ナバラ王）ガルシア・サンチェス2世の娘ウラカと再婚し1女をもうけた。
- ヒメナ